# امپراتوری (سری فیلم)
امپراتوری (انگلیسی: Imperium) یک مجموعه فیلم تلویزیونی بریتانیایی-ایتالیایی دربارهٔ رویدادهای کلیدی و حاکمان تاریخ امپراتوری روم است.
فیلم‌های این مجموعه تاکنون عبارتند از:
- امپراتوری: آگوستوس (فیلم ۲۰۰۳) (۲۰۰۳)، فیلمی دربارهٔ سزار آگوستوس. با بازی پیتر اوتول.
- نرون (فیلم ۲۰۰۴) (۲۰۰۴) فیلمی دربارهٔ امپراتور نرون.
- امپراتوری: سنت پیتر (۲۰۰۵)
- امپراتوری: پمپئی(۲۰۰۷)
- امپراتوری: آگوستین: زوال امپراتوری روم (۲۰۱۰)